# 徐海 (海盗)
徐海（？—1556年），號明山，南直隸徽州（今安徽歙縣）人，明代嘉靖年間江浙一带海盜。纵横江浙海上，自称天差平海大将军。
最早是杭州虎跑寺僧人，後隨叔父徐碧溪投靠汪直，娶秦淮河名妓王翠翹為妻。徐海與陳東、麻葉聚寇海上，以柘林、乍浦為基地。嘉靖三十五年（1556年），徐海與陳東、麻葉等集結兵力逾萬餘，兵分三路，猛攻江浙。胡宗憲派羅龍文臥底，並激化徐海、陳東之間矛盾，有一次夏正告訴徐海：“陳東已他有約，所慮獨公耳。”徐海不知是計，開始不信任陳東。胡宗憲在平湖督府接見徐海，接济他大批财物，於是徐海生擒陳東，投降胡宗憲。
胡宗憲安置徐海與陳東餘部駐於乍浦附近沈莊，分東西營（今平湖林埭鄉清溪橋一帶）。胡宗憲指使陳東消滅徐海，徐海投水自盡。胡宗宪在嘉兴北教场斩陈东、叶麻、辛五郎，连同徐海首级齊送往北京。